# Bitter (automóvel)
A Bitter  foi uma fabricante de automóveis  alemã.